# Кугу-сорта
Кугу́-сорта́ (луговомар. Кугу сорта «Большая свеча») — синкретическое религиозное движение, соединявшее этническую религию марийцев с элементами православия. Возникло в 70-х годах XIX века в среде крещёных марийцев Яранского уезда Вятской губернии. На формирование вероучения организации оказали незначительное влияние неоднократные попытки исламизации марийцев со стороны татар.
В отличие от традиционного культового кровавого жертвоприношения, сторонники Кугу-сорта производят жертвоприношения в виде сжигания хлеба. Название организации происходит от использования при обрядах большой свечи, весом в 15-20 кг, называемой «кугу-сорта» («большая свеча»), с несколькими конопляными фитилями. Эта свеча зажигается только во время торжественных служб или стихийных бедствий. В обычных служениях употребляются также большие, но меньшего веса свечи, с конопляными фитилями для обычных служб и с соломенными — для молений перед посевом ржи. Языческие элементы прослеживаются также и в том, что малые свечи во время богослужения ставятся в деревянные липовые чашки, наполненные разным зерном, в зависимости от сорта, произрастающего в данной местности.
Кугу-сорта почитали как христианских святых, так и верховное марийской божество Кугу-Юмо и пантеон младших божеств — неба, воды, жизни и т. д. Существовало представление о злом божестве Кереметь, что можно считать пережитком дуализма. Считалось, что у каждого приверженца организации существовало по три ангела-хранителя — один над головой и по одному за каждым плечом. Ветхий завет, ветхозаветная космогония, миф о первых людях и их грехопадении признавались. В то же время в среде Кугу-сорта существовало учение о «77 верах», состоящее в том, что бог создал для каждого народа особую веру и марийцы должны исповедовать не татарскую (мусульманскую) и не русскую (православную), а собственную веру. Таким образом, хотя де-факто секта кугу-сорта и имеет христианские (в том числе) корни, сами приверженцы организации этого не признают.
Наряду с традиционными православными праздниками Кугу-сорта почитали пятницу и отмечают некоторый национальные марийские праздники. Приём в организацию производился через своеобразное крещение, заключающееся в девятикратном обливании холодной ключевой водой. При этом читаются своеобразные молитвы, искусственно сформированные из языческих заклинаний.
Кугу-сорта производили и нетрадиционное причастие, состоящее из забродившего меда (щербы) и овсяные хлебцы, приготовленные из муки, толченой в деревянной ступке. Для причастия использовался большой стол, покрытый конопляной скатертью, на которую ставится небольшой столик, сплетенный из травы. Огонь, требуемый для богослужения, каждый раз добывался трением двух липовых палочек (Ср. славянский обычай т. н. «Живого огня»). Вместо пения при богослужении используются гусли, вместо колокола — барабан. Во время богослужения сторонники Кугу-сорта одевались в белые конопляные рубахи и штаны, а также используются деревянные (берёзовые) ножи. Богослужение завершалось трапезой, которая готовилась на месте богослужения. Часто богослужения проводятся не в домах, а в особых священных рощах. В этом случае трапеза не готовилась, а приносится с собой, так как разводить огонь в священный рощах было нельзя.
Адепты Кугу-сорта стремились жить натуральным хозяйством, избегая приобретать и использовать посторонние продукты: чай, сахар, соль, спички, керосин и т. д.
В XIX в. Кугу-сорта воспринималась светскими и духовными властями как «вредная секта». Организация активно действовала до 1917 г. В советское время её сторонники подвергались преследованиям со стороны светских властей. К концу XX в. практически все общины секты слились с марийской традиционной религией.

## Образ в искусстве

### В кинематографе
- Кугу-сорта фигурирует в качестве «черемисской языческой организации» в историческом детективном сериале «Анна-детективъ», во 2 сезоне, новелла «Всадник без головы» (31—32 серия).